# Estación Alejandro Petión
Alejandro Petión es una estación ferroviaria ubicada en la localidad homónima, en el partido de Cañuelas, Provincia de Buenos Aires, Argentina.

## Servicios
Es un centro de transferencia intermedio del servicio diesel metropolitano e interurbano de la Línea General Roca que se presta las estaciones Ezeiza y  Cañuelas.

## Diagrama
| Plataforma Sur (desfasado del otro andén por la calle Mariano Acosta) |                                                                    |
| Vía 1                                                                 | Trenes a Cañuelas provenientes de Ezeiza (próxima Kloosterman)     |
| Vía 2                                                                 | Trenes a Ezeiza provenientes de Cañuelas (próxima Vicente Casares) |
| Plataforma Norte                                                      |                                                                    |